# Budanggeorae
Budanggeorae (kor.: 부당거래) – południowokoreański dreszczowiec kryminalny w reżyserii Ryoo Seung-wana, którego premiera odbyła się 28 października 2010 roku.

## Obsada
Źródło: Filmweb

- Hwang Jung-min – Choi Cheol-gi
- Ryu Seung-beom – Joo-yang
- Yoo Hae-jin – Jang Suk-gu
- Ma Dong-seok – Ma Dae-ho
- Chun Ho-jin – Kang, szef policji
- Jo Yeong-jin – Kim, biznesmen
- Jung Man-sik – inspektor Kong
- WooDong-gi  – Lee Dong-suk

## Nominacje
W 2011 roku podczas 38. edycji Grand Bell Awards film był nominowany do nagrody Grand Bell Award w kategorii Best Film. Podczas 5. edycji Asian Film Awards Park Hoon-jung był nominowany do nagrody Asian Film Award w kategorii Best Screenwriter, a Ryoo Seung-bum był nominowany w kategorii Best Supporting Actor.